# Три обезьяны (фильм)
«Три обезьяны» (тур. Üç Maymun) — кинофильм режиссёра Нури Бильге Джейлана 2008 года. Название фильма отсылает к буддистскому символу или сюжету о трёх обезьянах.

## Сюжет
Бизнесмен Сервет (Эрджан Кесаль), участвующий в избирательной кампании, ночью случайно сбивает насмерть пешехода. Свидетели, оказавшиеся на месте происшествия, записывают номер его автомобиля. Чтобы этот инцидент не повредил его политическим амбициям, Сервет предлагает взять вину на себя своему шофёру Эюпу (Явуз Бингёль). Эюп отправляется на 9 месяцев в тюрьму, а Сервет берёт на себя ответственность всё так же платить зарплату Эюпу и оказывать иную материальную поддержку его семье: жене Хаджер (Хатидже Аслан) и сыну Исмаилу (Ахмет Рыфат Шунгар).

## В ролях
- Явуз Бингёль — Эюп
- Хатидже Аслан — Хаджер
- Ахмет Рыфат Шунгар — Исмаил
- Эрджан Кесаль — Сервет
- Джафер Кёсе — Байрам
- Гюркан Айдын — мальчик

## Производство
Съёмки фильма происходили в течение 2-х осенних месяцев 2007 года в стамбульском районе Едикуле.

## Награды и номинации
Премьера фильма состоялась 16 мая 2008 года в рамках основного конкурса 61-го Каннского кинофестиваля, на котором спустя 10 дней Нури Бильге Джейлан стал обладателем Приза за лучшую режиссуру. Фильм был выдвинут от Турции на соискание премии «Оскар» (2009 год)  в категории «Лучший фильм на иностранном языке», но не вошёл в число номинантов.